# 仁徳海山
仁徳海山（にんとくかいざん）とは、北太平洋の天皇海山群に位置する海山。約6,500万年前から形成が始まり、最終的には約5,620万年前に形成されたとされ、その頂上は海面下約949メートルである。

## 概要
仁徳海山は桓武海山から明治海山へと至る天皇海山群で桓武海山から2/3程度進んだ位置に存在する。また、この海山名は1954年にロバート・シンクレア・ディーツによって仁徳天皇から命名された。また、この海山はハワイ諸島のホットスポットの古代研究の材料として用いられている。
この海山は用明海山より分離した物であると考えられ、その後、数多の火口による噴火によりこの大きさにまで成長したものとされている。

## 地理
地震の影響により、この海山の周辺の約3,400平方キロメートルには数十メートルの高さの高まりが見受けられる。これはサイト432の調査から判明した。また、海山はかつて環礁と環礁との間にあったのではないかともされている。また、標高は本来もう少し高かったが、長年にわたる浸食によって次第に低くなってきている。